# Synegia varians
Synegia varians är en fjärilsart som beskrevs av W. Warren 1894. Synegia varians ingår i släktet Synegia och familjen mätare. Inga underarter finns listade i Catalogue of Life.